# Alfred Leonard Forster
Alfred Leonard Forster, britanski general, * 27. april 1886, † 5. julij 1963.